# Ritus funeraris de l'Antiga Grècia
Els ritus funeraris a l'antiga Grècia es refereixen a totes les pràctiques socials utilitzades a l'antiga Grècia per retre homenatge als morts.

## El ritu

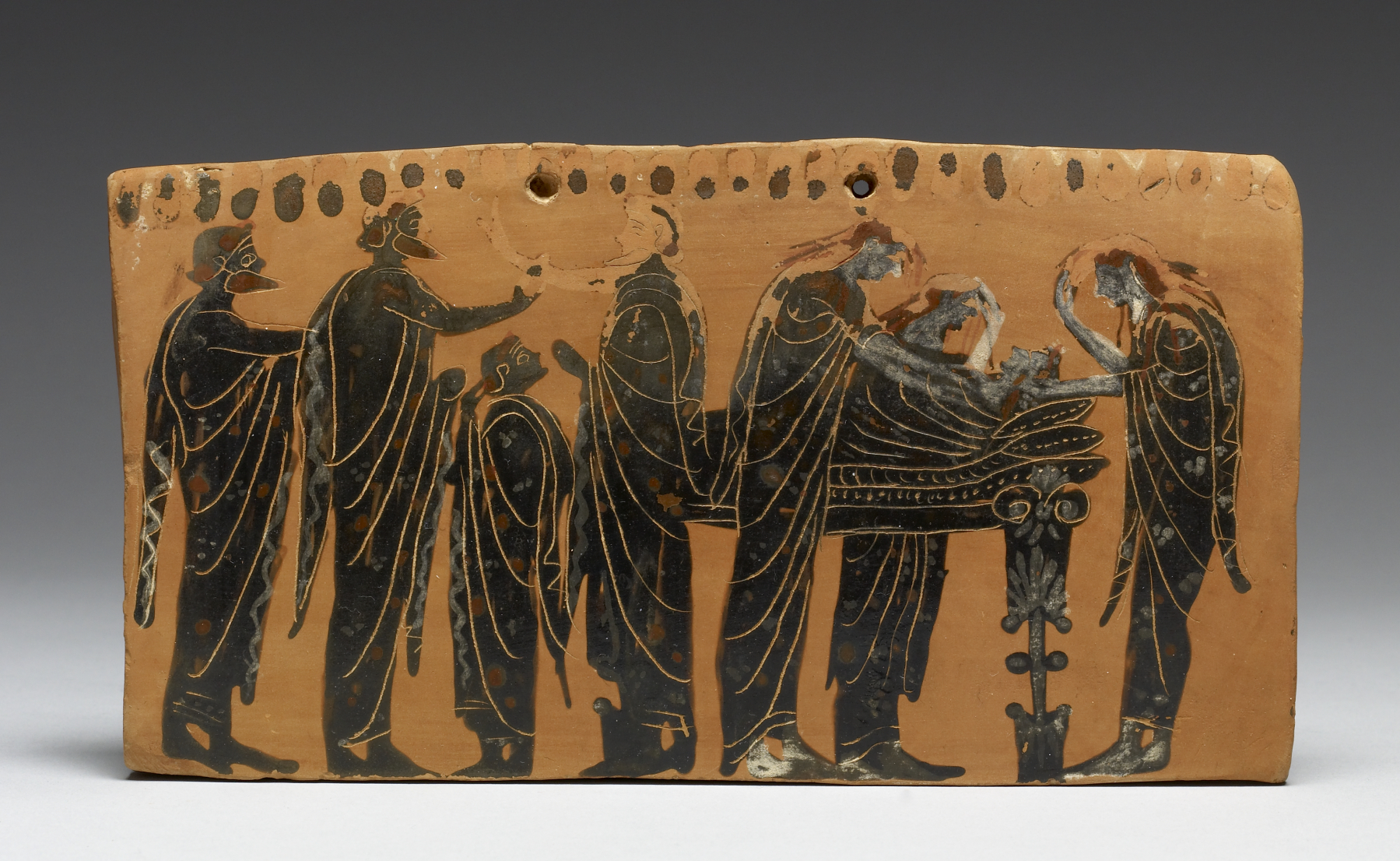
Escena de la pròtesi (terracota pintada, segle VI aC)

El ritu funerari es compon de tres etapes: la pròtesi (neteja i exposició del cos), l'ekphora (seguici fúnebre) i sepultura o cremació.

### L'exposició (pròtesi)
Després de rentat, perfumat i adornat per la família, el difunt s'exposa en un llit cerimonial al vestíbul de casa, amb els peus cap a la porta: és la pròtesi, en grec antic: πρόθεσις. Com a senyal de dol, els membres de la família a vegades es tallen els cabells, simbolitzant la pèrdua d'una part d'ells, així com fa Aquil·les a la mort de Pàtrocle en la Ilíada.
Els ploramorts també hi són presents per a expressar el dolor que se sent, amb manifestacions gestuals sovint "molt exterioritzades i violentes: colpejant-se el pit amb les mans i arrancant-se cabells a grapats". Aquest temps d'exposició no havia de durar més d'un dia, segons la legislació de Soló. Aquestes manifestacions són semblants al gènere musical de la cançó fúnebre anomenada tren.

### La processó fúnebre (ekphora)

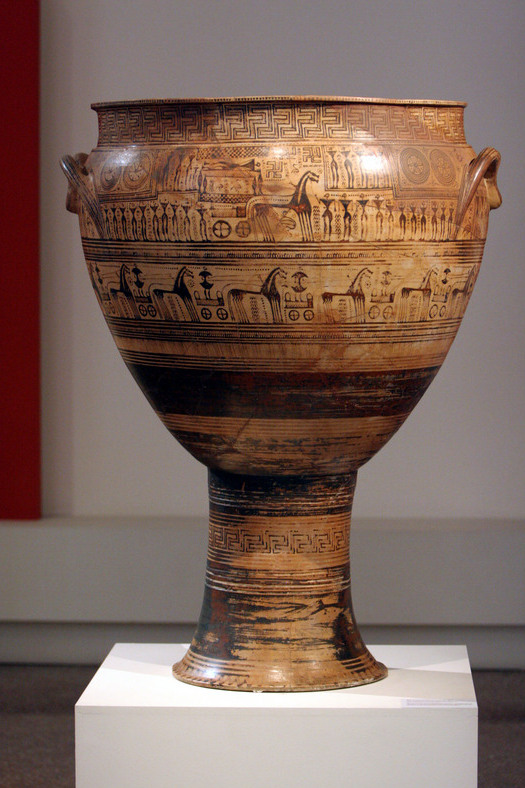
Escena d'ekphora, Crater Hirschfeld, cap al 750–735 ae

L'endemà de l'exposició, de matinada, la processó fúnebre porta el cos al cementeri, situat fora de la ciutat. Els hòmens de la família prenen el protagonisme de la processó, seguits de dones i ploramorts. En aquest moment també és quan les famílies mostren el seu estatus dins la ciutat amb el tipus de seguici utilitzat. Així, les processons tirades a força de braços són les més pobres, i les famílies més riques i aristocràtiques utilitzen un carro tirat per dos o quatre cavalls.

### Enterrament o incineració
Es feien servir tant les pràctiques d'incineració com d'enterrament, tot i que també ací observem una diferència quant a l'estatus del difunt. L'escassetat de fusta en certes àrees, a l'Àtica en particular, limita la incineració a les poblacions més riques.
La tradició dictava que els asfòdels es col·locassen a les tombes. A més de la presència d'aquesta planta, destaca des del segle VI abans de la nostra era la presència de l'òbol per al barquer Caront, així com el pastís de mel destinat a apaivagar Cèrber a les tombes. No era estrany veure menjar i beguda col·locats al costat del difunt, per tal de satisfer les seues necessitats en el més enllà. Aquesta pràctica no era uniforme: Licurg la va prohibir a Esparta: no es podia “enterrar cap cosa amb els morts”. El vi i l'oli presents també s'utilitzaven en l'elaboració de libacions, que se solien acompanyar d'un holocausto de bou o d'ovelles, una pràctica prohibida per Soló a Atenes.

### Ritu després del funeral

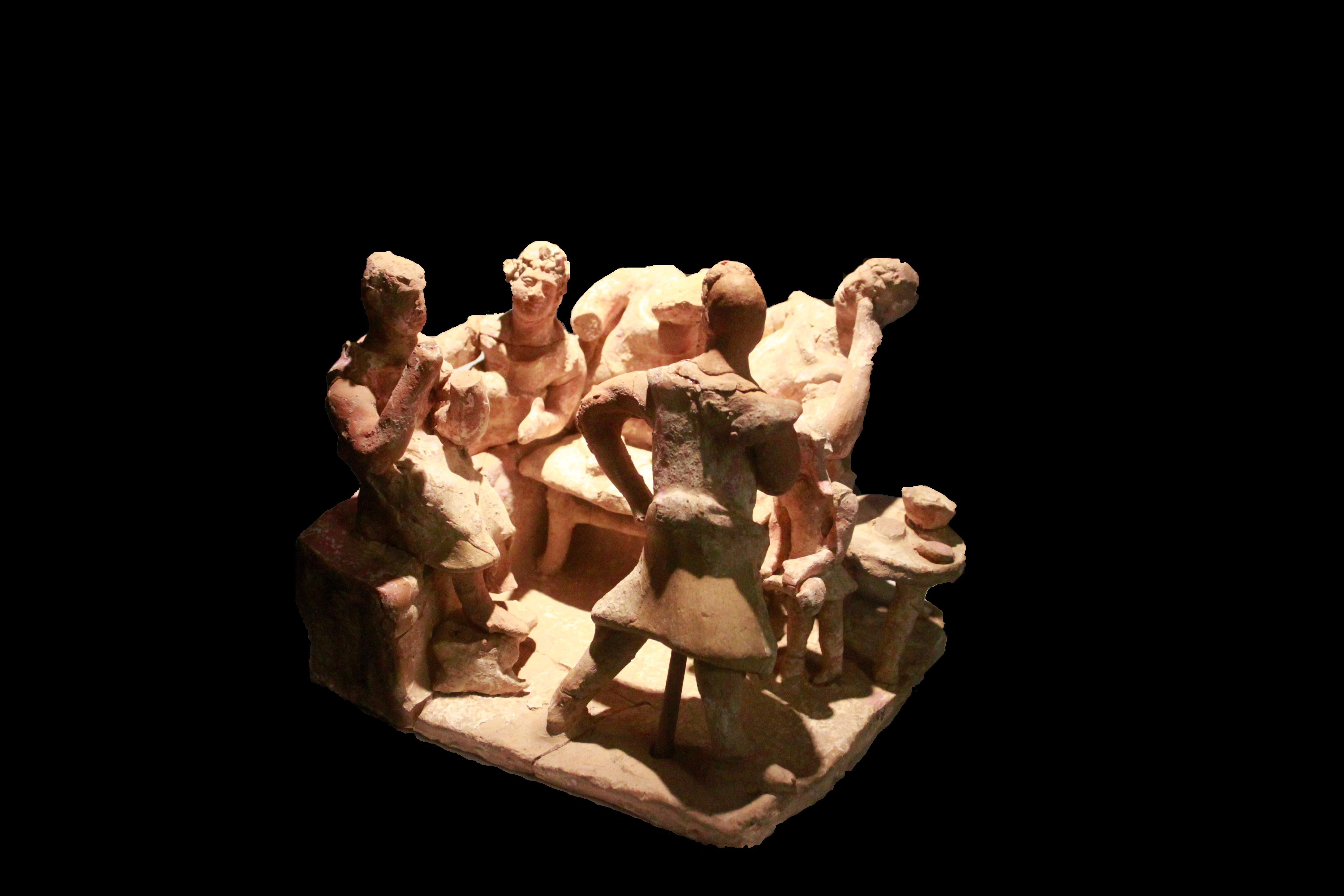
El banquet, Museu Arqueològic Nacional d'Egnazia. Il·lustra el banquet fúnebre, o perideipnon

El funeral es cloïa amb un àpat que aplegava els membres de la família, el perideipnon, que tenia lloc després de l'enterrament o la incineració. Un ritual de purificació de la casa així com un sacrifici a la llar domèstica tenia lloc l'endemà de la cerimònia.

## Aspecte mitològic
En la mitologia, la mort era considerada l'entrada a l'inframon de les Ombres. Si els ritus es realitzaven correctament, la persona morta tornava a l'Inframon. Del segle VI ae ençà, el difunt era enterrat amb un òbol posat sota la llengua, destinat a pagar a Caront, el barquer de l'Inframon, per la travessia del riu Estix. Aquest costum antic, al qual al·ludeix un passatge del cant XI de la Ilíada, imitat pels romans, encara estava en ús a l'època de Plini el Vell. Els morts que no podien pagar eren condemnats a vagar per la vora del riu tota l'eternitat. Els morts no soterrats estaven condemnats a vagar indefinidament per l'Èreb. 
La realització correcta dels rituals era necessària per aconseguir el descans de l'ànima. També era important no sofrir la ira dels fantasmes i el seu possible retorn. Per a això, es feien rituals com la libació a les tombes per a garantir la tranquil·litat del difunt. Certs personatges famosos, com els fundadors de colònies, podien tenir la talla d'herois, i així seguir sent honorats generacions després de la seua mort, a diferència dels humans "normals", que queien en oblit després d'unes generacions.

## Aspectes públics dels funerals

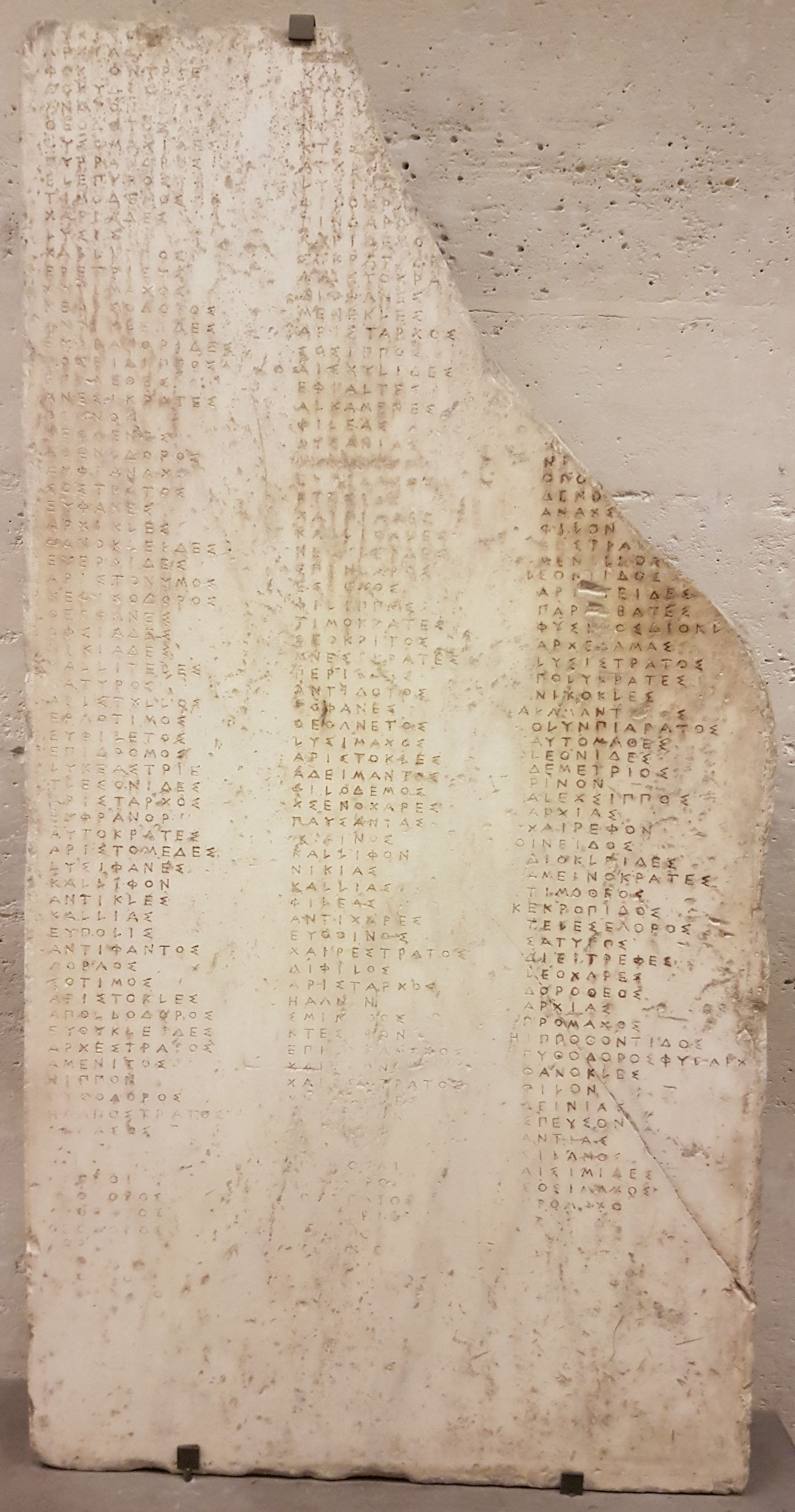
Estela amb els noms de 180 ciutadans que van morir al camp d'honor (finals del segle V ae)

Per la naturalesa dels ritus, la cerimònia és un element inherentment públic, visible per a tota la ciutat. Hi ha limitacions, però, sobre com es poden realitzar els funerals. Es legisla el nombre de persones que poden assistir a cada etapa del funeral, en particular a l'ekphora i a la tomba. Aquesta legislació té com a objectiu limitar el nombre i la mena de sepultures.
En general, es fa èmfasi en la sobrietat en els funerals, com testimonien alguns legisladors al llarg dels períodes: Plató diu en les Lleis que "els funerals més sobris són els més bonics". Així mateix, alguns legisladors com Demetri de Falèron van intentar limitar el luxe dels funerals. Aquesta exigència de modèstia en els funerals no afectava els soldats de la ciutat que havien mort en combat, que es beneficien d'un tracte diferenciat per la seua popularitat. Els morts de la batalla de Marató tenien dret a un tracte excepcional: ser enterrats al camp de batalla.
A Atenes, els morts són commemorats en esteles classificant-los per tribus.